# Aporostylis bifolia
Aporostylis bifolia là một loài thực vật có hoa trong họ Lan. Loài này được (Hook.f.) Rupp & Hatch mô tả khoa học đầu tiên năm 1946.

## Hình ảnh

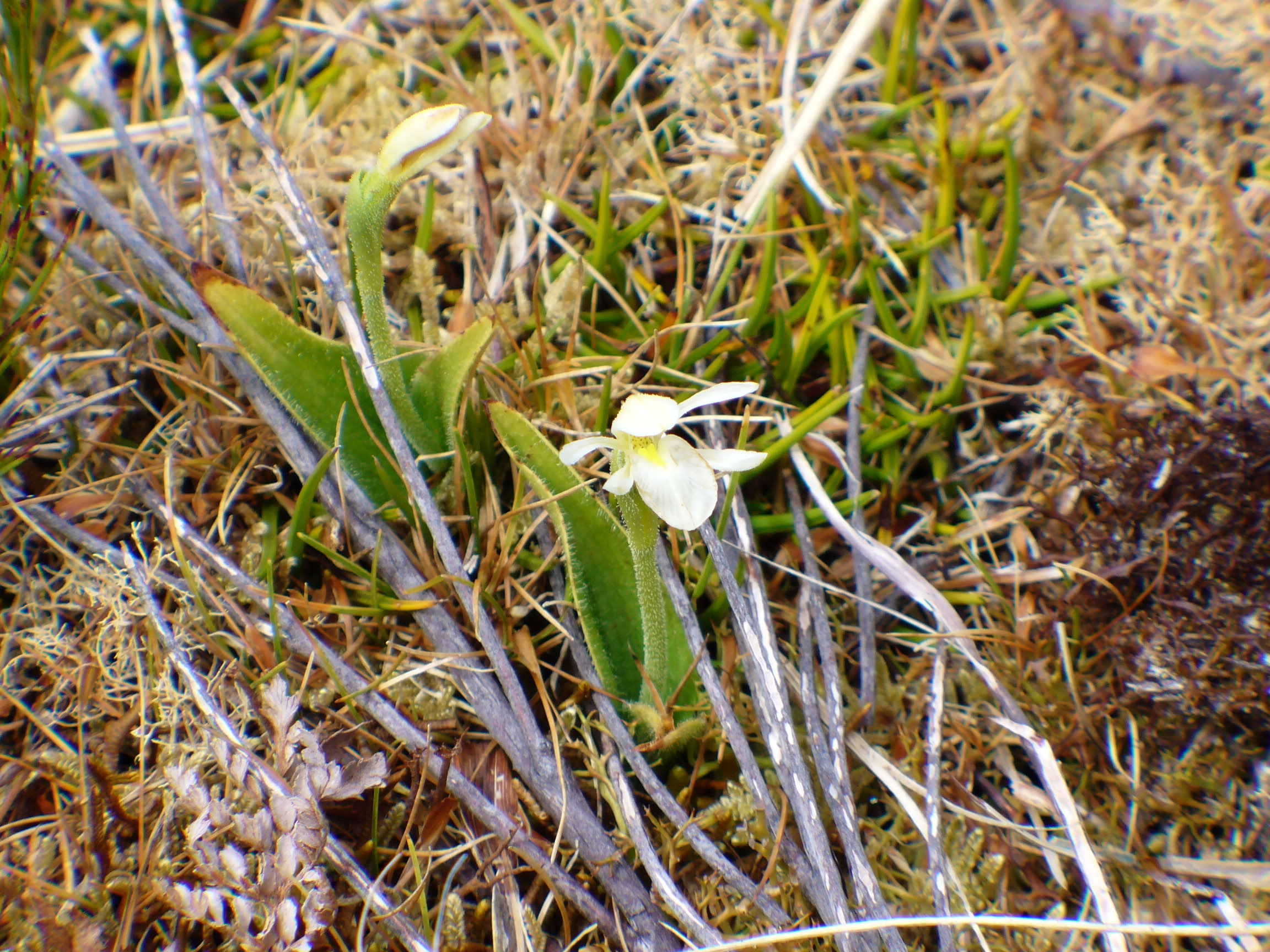